# Beania mirabilis
Beania mirabilis is een mosdiertjessoort uit de familie van de Beaniidae. De wetenschappelijke naam van de soort is voor het eerst geldig gepubliceerd in 1840 door Johnston.